# لكرونة (ولاد بن سعيد)
لكرونة هو دُوَّار يقع بجماعة عرباوة، إقليم القنيطرة، جهة الرباط سلا القنيطرة في المملكة المغربية. ينتمي الدوّار لمشيخة ولاد بن سعيد التي تضم 5 دواوير. يقدر عدد سكانه بـ 914 نسمة حسب الإحصاء الرسمي للسكان والسكنى لسنة 2004.

## روابط خارجية
- البوابة الوطنية للجماعات الترابية نسخة محفوظة 12 مارس 2018 على موقع واي باك مشين.
- المندوبية السامية للتخطيط